# مونا ماریس
مونا ماریس (انگلیسی: Mona Maris؛ ۷ نوامبر ۱۹۰۳ – ۲۱ مارس ۱۹۹۱) یک هنرپیشه اهل آرژانتین بود.
نام واقعی او مونا ماریا امیتا کپدویل و مادر او یک باسک اسپانیا و پدر او یک کاتالان فرانسه بود. ماریس در انگلستان، فرانسه و آلمان تحصیل نمود و در سن نوزده سالگی به چهار زبان صحبت می‌کرد.
مونا ماریس دو بار ازدواج کرد، ازدواج اول در زمانی که در اروپا کار می‌کرد بود که قبل از سفر به ایالات متحده جدا شد و ازدواج دوم با کلارنس براون صورت گرفت.
مونا ماریس به دلیل بیماری ریه، مارس ۱۹۹۱ در بوینس آیرس درگذشت.
از فیلم‌ها یا برنامه‌های تلویزیونی که وی در آن نقش داشته است می‌توان به یهودی ابدی، تپش قلب، اسرار، زیرزمین، انتقام‌جویان، تامپیکو اشاره کرد.

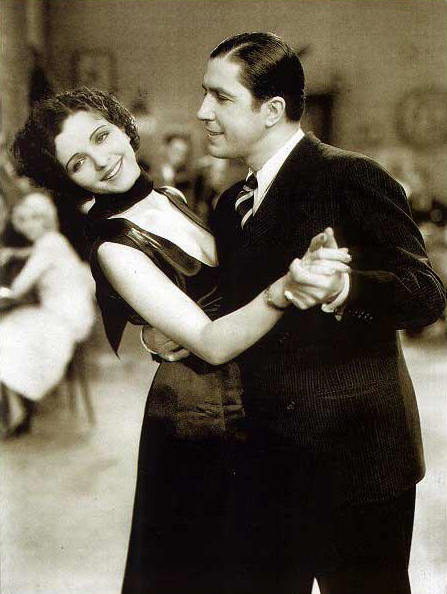
مونا ماریس با کارلوس گاردل، ۱۹۳۴